# Konrad Morgen
Georg Konrad Morgen (Frankfurt am Main, 8 juni 1909 – 4 februari 1982) was een SS-rechter die tijdens de Tweede Wereldoorlog onder meer misdaden begaan in concentratiekampen van de nazi's onderzocht en bewijzen verzamelde voor de vervolging van kampbewakers en -commandanten door SS-rechtbanken.

## Voor de oorlog
Morgen werd geboren in Frankfurt, als zoon van een treinmachinist. Hij studeerde onder meer aan de Universiteit van Frankfurt en aan de Haagsche Academie voor Internationaal Recht. Tijdens zijn studie werd hij aanvankelijk lid van de conservatief-liberale Deutsche Volkspartei. In april 1933 stapte hij over naar de NSDAP en werd hij lid van de SS. In 1936 schreef hij zijn dissertatie Kriegspropaganda und Kriegsverhütung (oorlogspropaganda en het voorkomen van oorlog). In dit proefschrift zette hij zich af tegen "antimilitaristische-pacifistische propaganda" en sprak hij zich in positieve zin uit over het nationaalsocialisme. De strijd die het nationaalsocialisme volgens hem moest voeren, was er één zonder wapens, maar bestond uit noeste arbeid. Na de oorlog gebruikte Morgen het boek om aan te tonen dat hij niet geweten heeft van de oorlogsplannen van Adolf Hitler.

## In het Generalgouvernement
Op 1 april 1939 werd Konrad Morgen rechter bij de rechtbank van Stettin. Na een ruzie, waarin zijn superieuren zich beklaagden over zijn gedrag tijdens een rechtszaak, werd hij van de gerechtelijke dienst ontheven. Morgen deed daarna dienst in de Waffen-SS, totdat hij in 1940 bij het nieuw opgerichte hoofdkantoor van de SS-rechtbank in München kon werken. Vanaf 1 januari 1941 werkte Morgen voor de SS en de politierechtbank in Krakow in het Generalgouvernement. In 1942 werd hij ontslagen uit zijn functie door Heinrich Himmler, gedegradeerd van luitenant tot korporaal, en naar het Oostfront gestuurd. Naar verluidt had hij een verdachte in een rassenschandezaak vrijgesproken, maar Morgen zelf dacht dat zijn ontslag kwam door zijn onderzoeken naar corruptie binnen de SS waardoor tal van zijn superieuren zich bedreigd voelden. Zijn corruptieonderzoeken in Polen naar SS'ers Hermann Fegelein en Oskar Dirlewanger moest hij noodgedwongen staken.

## Corruptieonderzoek
Aan het Oostfront vocht Morgen mee met de 5. SS-Panzer-Division Wiking. In mei 1943 werd hij door Himmler persoonlijk binnen het 'Reichskriminalpolizeiamt' in Berlijn benoemd om een corruptieonderzoek in concentratiekamp Buchenwald te beginnen. De hoofdverdachten waren Karl Koch, commandant van concentratiekamp Majdanek en daarvoor van Buchenwald, diens vrouw Ilse Koch, de kamparts van Buchenwald Waldemar Hoven en bewaker Martin Sommer. Hoven werd ervan beschuldigd zowel gevangenen als een bewaarder, SS-officier Köhler, te hebben vermoord die gedreigd hadden tegen Koch te getuigen. Karl Koch werd naast meervoudige moord op gevangenen, waaronder op 2 verplegers die hem hadden geholpen te genezen van syfilis, en mishandeling met dodelijke afloop ook beschuldigd van corruptie: hij zou minstens 100.000 mark hebben verduisterd. Karl Koch werd door een SS-rechtbank ter dood veroordeeld; hij werd in april 1945 door de SS geëxecuteerd. De zaken tegen Hoven en Sommer werden geseponeerd. (Hoven zou in 1948 wegens misdaden tegen de menselijkheid na het Artsenproces alsnog worden geëxecuteerd en Sommer werd in 1958 in West-Duitsland tot levenslange gevangenis veroordeeld.)
Himmler was tevreden met Morgens werk en benoemde hem tot leider van een speciale commissie om corruptieonderzoek te verrichten in de concentratiekampen. Hij en zijn commissie waren  gemachtigd om concentratiekampen te bezoeken en daar bewijzen te vinden om strafzaken te openen. Verdachten werden vervolgens, indien er goedkeuring was van Himmler of andere hoge SS-leiders, voorgeleid voor speciale SS-rechtbanken. Aanvankelijk bezochten Morgen en zijn collega's vooral concentratiekampen in Duitsland, waar toen veelal Duitse tegenstanders van het regime en andere politieke gevangenen vastgehouden werden. Morgen werd door zijn bezoeken - naar eigen zeggen - een "specialist in misdaden in concentratiekampen". Met "misdaden in concentratiekampen" bedoelde hij vooral witteboordencriminaliteit, zoals het ontvreemden van bezittingen van gevangenen door kampbewaarders. Ook ongeoorloofde mishandeling of verwaarlozing van kampgevangenen werd echter onderzocht, wat aansloot bij het SS-beleid in die tijd om niet-Joodse arbeidsgeschikte gevangenen niet dusdanig te behandelen dat ze ongeschikt waren voor dwangarbeid.

## Aktion Reinhard
Ook in de zomer van 1943 begon hij met een onderzoek naar een gerucht dat in een kamp een joodse bruiloft had plaatsgevonden, die door meer dan 1000 mensen, onder wie SS'ers, was bezocht. Het onderzoek leidde naar Christian Wirth, verantwoordelijk voor vernietigingskamp Bełżec. Tot Morgens ontsteltenis gaf Wirth toe toestemming te hebben gegeven voor de bruiloft, naar eigen zeggen omdat deze bruiloft als afleiding moest dienen voor Aktion Reinhard, de massamoord op de joodse gevangenen in 3 vernietigingskampen. Aanvankelijk geloofde Morgen de verhalen over massale moord op joden niet, totdat hij in de buurt van Majdanek op een depot stuitte waar grote hoeveelheden waardevolle bezittingen vanuit de kampen Sobibor, Treblinka en Belzec naartoe waren gestuurd.
In oktober en november 1943 onderzocht Morgen geruchten dat SS-Generaal Odilo Globocnik, verantwoordelijk voor Operation Reinhard, grote hoeveelheden waardevolle bezittingen van gevangenen uit een werkkamp achterover had gedrukt. Hoewel het onderzoek niet tot een aanklacht leidde, werd Morgen door dit onderzoek getuige van Aktion Erntefest: de liquidatie van 43.000 joodse gevangenen uit drie grote kampen (Majdanek, Poniatowa en Trawniki) en enkele kleine kampen. Deze massamoord, zogenaamd een 'voorzorgsmaatregel', werd uitgevoerd in opdracht van Heinrich Himmler nadat hij zou hebben gehoord dat de gevangenen wapens hadden en contact met communistische partizanen in de omgeving. Al bij de liquidatie van de kampen bleek dat dit niet klopte: de kampen werden met nauwelijks verzet en zonder slachtoffers aan Duitse kant geliquideerd. Op 4 november 1943 was Morgen getuige van de operatie: hij zag hoe zesduizend joodse mannen en 9,5 duizend joodse vrouwen naar de executieplek werden gebracht, hun persoonlijke bezittingen en kleding afgaven en naakt naar loopgraven liepen waar ze werden doodgeschoten. Morgen concludeerde in zijn rapport dat de actie had geresulteerd in een verlies van arbeidspotentieel.
Hoewel Morgen er al snel achter kwam dat het onderzoeken van misdaden tegen de menselijkheid, zoals de massamoord op joden in het kader van de Endlösung der Judenfrage, buiten zijn mandaat viel en hij ook geen wettelijke noch morele bezwaren geuit heeft tegen deze grootschalige, door het gezag goedgekeurde massamoorden, begon hij wel met het vervolgen van nazi-officieren, onder wie ook Adolf Eichmann, voor misdaden die ze op eigen gezag pleegden. Hij begon zelfs zo veel onderzoeken dat Himmler hem in april 1944 persoonlijk beval om het aantal onderzoeken te beperken.

## Auschwitz
Tussen oktober 1943 en april 1944 waren Morgen en zijn mensen ook actief in Auschwitz, waarvandaan een pakket met een grote hoeveelheid goud illegaal naar Duitsland gezonden was. Behalve naar lager geplaatste stafleden begon hij een onderzoek naar de kampcommandant van Auschwitz, Rudolf Höss, onder meer vanwege de beschuldiging dat deze een verhouding zou hebben met een vrouwelijke gevangene, Eleanor Hodys. Zij werd door Morgen en zijn mensen uit het kamp gehaald en overgebracht naar een hospitaal in München, waar ze in het najaar van 1944 door Morgen verhoord werd. Morgens pogingen om Höss te vervolgen liepen op niets uit, vanwege diens overplaatsing naar het hoofdkwartier van de inspecteur van de concentratiekampen. In de zomer van 1944 voerde Höss wederom in Auschwitz de vernietiging van joden uit Hongarije aan. Tijdens het onderzoek naar Höss werd Morgens informant Gerhard Palitzsch gearresteerd op verdenking van seksueel contact met vrouwelijke gevangenen en door de SS-leiding overgeplaatst naar een gevechtsdivisie. Het gebouw waar Morgen het bewijsmateriaal verzamelde werd korte tijd later in brand gestoken. Hoewel nooit bewezen, wordt wel aangenomen dat deze gebeurtenissen waarschuwingen waren aan het adres van Morgen om het rustiger aan te doen.

## Einde van de oorlog
In het laatste jaar van de oorlog was Morgen SS-rechter in Breslau. Na de oorlog werd hij door de Amerikanen in Internierungslager Dachau vastgehouden. Hier zat hij gevangen met andere nazi's, onder wie personen die hij zelf vervolgd had. Hij was een belangrijke getuige bij de processen van Neurenberg, waarin hij door de verdedigers van de SS werd opgeroepen. In zijn getuigenis beschreef hij het concentratiekamp Buchenwald schier als idyllische plek. Op de vraag of de SS een criminele organisatie was geweest, beweerde Morgen dat de opdracht om het vernietigingskampen Sobibor, Treblinka en Belzec te bouwen, niet was goedgekeurd door Heinrich Himmler, maar door Hitler zelf. Ook verklaarde Morgen onder meer de geruchten dat Ilse Koch in Buchenwald lampenkappen van menselijke huid had laten maken onbewezen. Morgen getuigde ook in het Amerikaanse proces tegen Oswald Pohl in Neurenberg in 1947-1948 en in het West-Duitse Auschwitzproces in de jaren 60 in Frankfurt am Main.

## Na de oorlog
In 1948 werd Morgen 'ontheven van vervolging' door de Spruchkammer van Internierungslagers Ludwigsburg. Deze speciale rechtbank moest de verdachten in vijf categorieën indelen naar rato van verantwoordelijkheid en Morgen werd in de laagste categorie ingedeeld (Entlastete). Morgen had volgens de commissie zelf geen misdaden gepleegd, en was tegen de hoogste SS-officieren ingegaan waardoor hij was gedegradeerd en moest vrezen voor zijn leven. In 1950 werd zijn zaak door de Spruchkammer van Nord-Württemburg herzien: dit keer werd hij ingedeeld in de een na laatste categorie (Mitläufer), maar invloed op zijn werk had dit niet. Drie strafzaken die na de oorlog door de West-Duitse justitie tegen hem werden gevoerd leidden eveneens niet tot een veroordeling.
Morgen werd na de oorlog advocaat in Frankfurt, trouwde met zijn verloofde Maria Wachter en overleed in 1982. Hij heeft altijd gezegd dat hij vocht voor rechtvaardigheid tijdens het nazitijdperk door ongeveer 800 onderzoeken naar misdaden in concentratiekampen te starten in de twee jaar dat hij actief was. Zijn vasthoudendheid bij de vervolging van corruptie en moord leverde hem naar eigen zeggen de bijnaam de bloedrechter op.

## SS'ers naar wie Konrad Morgen een onderzoek opende
- Karl Koch – commandant van Buchenwald en Majdanek – ter dood veroordeeld wegens moord en corruptie en geëxecuteerd
- Martin Sommer – onderofficier in Buchenwald - tegelijk met Koch vervolgd voor wreedheden en corruptie, naar het Oostfront gestuurd
- Hauptscharführer Blanck – onderofficier in Buchenwald, tegelijk met Koch vervolgd - oordeel onbekend
- Hermann Florstedt – commandant van Majdanek – tegelijk met Koch aangeklaagd voor corruptie en moord - ter dood veroordeeld en mogelijk geëxecuteerd
- Hermann Hackmann – leidinggevende functie in Majdanek – ter dood veroordeeld voor verduistering van goederen en moord maar kreeg gratie
- Hans Loritz – commandant van Oranienburg – verdacht van het plegen van moord
- Adam Grünewald – commandant van Kamp Vught – schuldig bevonden aan mishandeling met dodelijke afloop van gevangenen, veroordeeld tot 3 jaar cel maar door Himmler naar het Oostfront gestuurd
- Karl Künstler – commandant van Flossenbürg – ontslagen wegens dronkenschap en losbandigheid, vermist sinds 1945
- Alex Piorkowski – commandant van Dachau – beschuldigd van moord maar niet veroordeeld. Later door de geallieerden alsnog ter dood veroordeeld en opgehangen
- Maximilian Grabner – hoofd van de afdeling Politieke gevangenen in Auschwitz – beschuldigd van moord maar niet veroordeeld. In januari 1948 door de geallieerden alsnog ter dood veroordeeld en opgehangen
- Amon Göth - commandant van Płaszów. Na de oorlog alsnog ter dood veroordeeld en opgehangen

## Lidmatschapsnummers
- NSDAP-nr.: 2 536 236
- SS-nr.: 124 940

## Militaire loopbaan
- SS-Rottenführer:
- SS-Obersturmführer: 1942
- Demotie naar: SS-Rottenführer: 1942
- SS-Hauptsturmführer: 9 november 1943[11]
- SS-Sturmbannführer: